# Yıldıray Baştürk
Yıldıray Baştürk, född 24 december 1978 i Herne, Tyskland, är en turkisk före detta fotbollsspelare (mittfältare) som avslutade sin karriär i Blackburn Rovers FC.
Bastürk är född och uppvuxen i Tyskland och har spelat i en rad tyska klubbar som till exempel Bayer Leverkusen och Hertha Berlin. Han debuterade i det turkiska landslaget 1998 och var med och tog brons vid VM 2002.

## Meriter
- VM i fotboll: 2002
  - VM-brons: 2002

- Confederations Cup:
  - Brons: 2003